# 锡盖特圣马尔通
锡盖特圣马尔通（匈牙利語：Szigetszentmárton）是匈牙利佩斯州所辖的一个村。总面积10.73平方公里，总人口2110，人口密度196.6人/平方公里（2011年1月1日）。